# ジェイコブ・ブレークへの銃撃事件
ジェイコブ・ブレークへの銃撃事件（ジェイコブ・ブレークへのじゅうげきじけん）は、2020年8月23日、アメリカ合衆国ウィスコンシン州ケノーシャで、黒人男性であるジェイコブ・ブレークが背後から警察官に複数回銃撃を受けた事件。
同年には、黒人男性が警察官に殺害される事件（ジョージ・フロイドの死を参照）が発生しており、再び黒人の生命が脅かされたとしてデモをはじめとした抗議運動が展開された。

## 概要
2020年8月23日、ジェイコブ・ブレーク（Jacob Blake、当時29歳）が、自分の車の運転席に乗り込もうとしたところ、背後から近づいてきた警官2人に背後から至近距離で7回撃たれた。後に警察側は「家庭内トラブルに対応するため警官たちが現場へ駆けつけた」と説明しているが発砲の理由や必要性には言及していない。
銃撃の様子は映像に残されており、またたくまにSNSを通じて拡散した。動画では、銃撃前に喧嘩を仲裁するジェイコブの姿が映されていた。ジェイコブは、病院へ搬送され手術を受けたが、腎臓や肝臓を損傷した上に脊髄を貫通する重傷。胃にも穴が開き、結腸と小腸の摘出を余儀なくされた。
ジェイコブには、銃撃事件前から第3級性的暴行、住居侵入および治安紊乱行為などの罪状による逮捕令状が出されており、入院後もしばらくの間、手錠で繋がれた状態となっていた。

### 発砲までの時系列
ここでは、発砲までの時系列を要約し記す。
- 午後5時11分、ケノーシャ市警察の警官たちが｢家庭内トラブルの通報｣に応答。
- ブレークは、2人の女性の間のけんかを止めようとしていたと思われる。
- 発砲する前に、警官がテーザー銃を使い、ブレークと格闘していたと話す目撃者たちもいるが、詳しく発砲直前に何があるかは判明していない。
- 警官がブレークにヘッドロックをかけ、胸を殴り、腕を引っ張って、テーザー銃を使った。
- SUVに乗り込もうとするブレークを2人の警官が追い、そのうちの1人が背後から銃を撃った。
- ブレークは運転手席のドアを開ける。後部座席にはブレークの3人の息子たちが乗っていた。
- 警官の1人がブレークのシャツを引っ張り、背後から7回発砲。
- 警官たちは現場でブレークに応急処置を施し、ブレークはその後、午後5時30分頃、ミルウォーキーにあるフロエッドタート病院に搬送された。重体だった。
- 人権弁護士として有名なベン・クランプ（Ben Crump）氏は午後9時24分、目撃者の一人ホワイトが一連の様子を撮影した動画をソーシャルメディアに投稿し、動画は瞬く間に拡散した。

## 事件後の出来事

### ケノーシャ市内のデモ
ケノーシャ市内では、事件発生直後から当局により外出禁止令が敷かれたが、2日間にわたり数百人が事件に抗議するデモを行った。夜にはデモ参加者が暴徒化し、建物に放火し街灯を破壊する事態となった。
また、デモ隊に向けた発砲事件も発生。2人が死亡、1人が負傷した。同月26日までに隣接するイリノイ州在住の17歳の少年が逮捕された。
これに対してウィスコンシン州のトニー・エヴァース知事（民主党）が、地元警察の支援のため州兵を招集した。また、Twitterにおいて同知事は警官に撃たれた人物がブレークであることを認め、午後10時35分、過剰な武器使用を非難した。

### スポーツ界からの抗議
2020年8月26日、プロスポーツ界から抗議のボイコットが相次いだ。プロバスケットボール（NBA）のミルウォーキー・バックスは、銃撃事件に抗議してプレーオフの試合をボイコットした。また、メジャーリーグ（MLB）のミルウォーキー・ブルワーズは、同日予定されていた試合をボイコットした。さらに、女子テニスツアー、ウェスタン&サザンオープンに出場していた大坂なおみは、進出を決めていた準決勝の試合を棄権することを発表していたが、男子プロテニス協会(ATP)・女子テニス協会(WTA)・全米テニス協会(USTA)の共同声明により大会そのものが1日順延される決定もあった。

### 家族による活動
2020年8月25日、家族の弁護人は「ブレイク氏の家族は奇跡が起きるのを信じているが、現時点では麻痺があると診断されている。銃弾が脊髄を切断し、椎骨の一部を粉々にしたからだ。奇跡が起きない限り、ジェイコブ・ブレイク・ジュニア氏は再び歩けるようにはならない」と述べた。
2020年8月28日、ワシントンのリンカーン記念堂の前に数万人を集めて行われた集会「ワシントン大行進2020」にジェイコブの父親が参加。この集会はアメリカの人種差別を裁いているのだと演説した。
2020年8月31日、ドナルド・トランプ大統領がケノーシャ訪問を控え、家族が所属する教会の牧師と電話会談を行った。この際、家族側の弁護士から電話に出たいという申し出があったが、これを断り家族側と接触する機会は持たなかった。
一方、同年9月3日、2020年アメリカ大統領選挙でトランプ大統領と争っていたジョー・バイデンがケノーシャ入りをした際には、空港で父親や兄弟と面会。さらに入院しているジェイコブ本人と電話で会話を行った。その際、バイデンは「トランプ大統領は差別的な感情を正当化している。私が大統領になったら、警察や人権活動家などによる問題解決のための組織を設ける」と述べた。